# Erica micrandra
Erica micrandra är en ljungväxtart som beskrevs av Guthrie och Bolus. Erica micrandra ingår i släktet klockljungssläktet, och familjen ljungväxter. Inga underarter finns listade i Catalogue of Life.